# Campeonato Africano de Taekwondo de 2018
El XI Campeonato Africano de Taekwondo se celebró en Agadir (Marruecos) en 2018 bajo la organización de la Unión Africana de Taekwondo.
En total se disputaron en este deporte dieciséis pruebas diferentes, ocho masculinas y ocho femeninas.

## Resultados

### Masculino
| Evento | Oro                             | Plata                               | Bronce                                                  |
| ------ | ------------------------------- | ----------------------------------- | ------------------------------------------------------- |
| –54 kg | Solomon Demse Etiopía           | Moustapha Kama Senegal              | Moad Nabil · Egipto · Amin El-Harmazi · Marruecos       |
| –58 kg | Hedi Nefati Túnez               | Mohamed Farag · Egipto              | Omar Lakehal Marruecos Yusef Shriha Libia               |
| –63 kg | Wahid Briki Túnez               | Oumar Sissoko Mali                  | Mouhamed El-Mactar Diao Senegal Reda Benay Marruecos    |
| –68 kg | Abdelrahman Wael · Egipto       | Ismael Yacouba Níger                | Olusola Olowookere Nigeria Ibrahim Burkia Marruecos     |
| –74 kg | Achraf Mahbubi Marruecos        | Saifedin Trabelsi Túnez             | Seif Isa · Egipto · Arnold Nkoy · R. D. del Congo       |
| –80 kg | Ababacar Sadikh Soumare Senegal | Cheick Sallah Cissé Costa de Marfil | Djibo Sani Yahaya Níger Bibis Hamza Marruecos           |
| –87 kg | Seydou Gbane Costa de Marfil    | Nuredin Ziani Marruecos             | Karamoko Soumaré · Mali · Abdelrahman Darwish · Egipto  |
| +87 kg | Anthony Obame Gabón             | Ayub Basel Marruecos                | Firmin Zokou Costa de Marfil Abdoulrazak Issoufou Níger |

### Femenino
| Evento | Oro                         | Plata                                    | Bronce                                                          |
| ------ | --------------------------- | ---------------------------------------- | --------------------------------------------------------------- |
| –46 kg | Sukaina Sahib Marruecos     | Bouma Ferimata Coulibaly Costa de Marfil | Habiba Mansur · Egipto · Fadia Farhani · Túnez                  |
| –49 kg | Nur Abdelsalam · Egipto     | Ikram Dahri Túnez                        | Jadiya Duah Marruecos Maria Andrade Cabo Verde                  |
| –53 kg | Umaima El-Buchti Marruecos  | Rahma Ben Ali Túnez                      | Chinazum Nwosu · Nigeria · Radwa Reda · Egipto                  |
| –57 kg | Nada Laaraj Marruecos       | Tekiath Ben Yessouf Níger                | Banassa Diomandé Costa de Marfil Bineta Diedhiou Senegal        |
| –62 kg | Rewan Refaei · Egipto       | Sukaina El-Auni Marruecos                | Ornella Ngassa Sokeng Camerún Naomi Katoka República del Congo  |
| –67 kg | Ruth Gbagbi Costa de Marfil | Maisun Tolba · Egipto                    | Wafa El-Atri Marruecos Independent Santos Carvalho Cabo Verde   |
| –73 kg | Chaima Kriem Marruecos      | Hedaya Malak · Egipto                    | Ameni Layuni Túnez Sofia Reis Cabo Verde                        |
| +73 kg | Wiam Dislam Marruecos       | Menatalá Abdelaal · Egipto               | Epiphane Madjussem Chad Aminata Charlene Traore Costa de Marfil |

## Medallero
| Núm. | País                | Oro | Plata | Bronce | Total |
| ---- | ------------------- | --- | ----- | ------ | ----- |
| 1    | Marruecos           | 6   | 3     | 7      | 16    |
| 2    | Egipto              | 3   | 4     | 5      | 12    |
| 3    | Túnez               | 2   | 3     | 2      | 7     |
| 4    | Costa de Marfil     | 2   | 2     | 3      | 7     |
| 5    | Senegal             | 1   | 1     | 2      | 4     |
| 6    | Etiopía             | 1   | 0     | 0      | 1     |
| 6    | Gabón               | 1   | 0     | 0      | 1     |
| 8    | Níger               | 0   | 2     | 2      | 4     |
| 9    | Mali                | 0   | 1     | 1      | 2     |
| 10   | Cabo Verde          | 0   | 0     | 3      | 3     |
| 11   | Nigeria             | 0   | 0     | 2      | 2     |
| 12   | Camerún             | 0   | 0     | 1      | 1     |
| 12   | Chad                | 0   | 0     | 1      | 1     |
| 12   | Libia               | 0   | 0     | 1      | 1     |
| 12   | República del Congo | 0   | 0     | 1      | 1     |
| 12   | R. D. del Congo     | 0   | 0     | 1      | 1     |
|      | TOTAL               | 16  | 16    | 32     | 64    |